# 시모나카쓰마촌
시모나카쓰마촌(下中妻村)은 이바라키현 히가시이바라키군에 일찍이 존재했던 촌이다.

## 지리
- 현재의 미토시 서부, 가사마시 북서부에 해당한다.
- 촌내에는 구누마강 지류가 흐르고 있다.
- 촌은 대부분 고원지대로 이루어져 있다.

## 역사
- 1889년 4월 1일 - 정촌제 시행에 의해 히가시이바라키군 시모나카쓰마촌이 성립비하였다.
- 1965년 1월 1일 - 우치하라촌이 정으로 승격해 우치하라정이 되었다.
- 2005년 2월 1일 - 우치하라정이 미토시에 편입되었다.

## 인구
| 1891년 | 1,858 |
| 1905년 | 2,389 |
| 1920년 | 2,399 |
| 1935년 | 2,798 |
| 1950년 | 4,622 |

## 교통

### 철도
- 일본국유철도 (→ 동일본 여객철도)
  - 조반선

## 참고문헌
- 角川日本地名大辞典編纂委員会『가도카와 일본 지명 대사전 8 茨城県』、가도카와 쇼텐、1983年 ISBN 4040010809